# Międzyrzecze (województwo podlaskie)
Międzyrzecze – wieś w Polsce położona w województwie podlaskim, w powiecie białostockim, w gminie Supraśl.
W latach 1975–1998 miejscowość administracyjnie należała do województwa białostockiego.
Przez miejscowość przepływa Sokołda, niewielka rzeka dorzecza Narwi, dopływ Supraśli.
Prawosławni mieszkańcy wsi należą do parafii Zwiastowania Przenajświętszej Bogurodzicy i św. Jana Teologa w Supraślu, a wierni kościoła rzymskokatolickiego do parafii Najświętszej Maryi Panny Królowej Polski w Supraślu.